# Packera multilobata
Packera multilobata là một loài thực vật có hoa trong họ Cúc. Loài này được (Torr. & A.Gray ex A.Gray) W.A.Weber & Á.Löve mô tả khoa học đầu tiên năm 1981.